# Globularia repens
Globularia repens là một loài thực vật có hoa trong họ Mã đề. Loài này được Lam. mô tả khoa học đầu tiên năm 1778.

## Hình ảnh

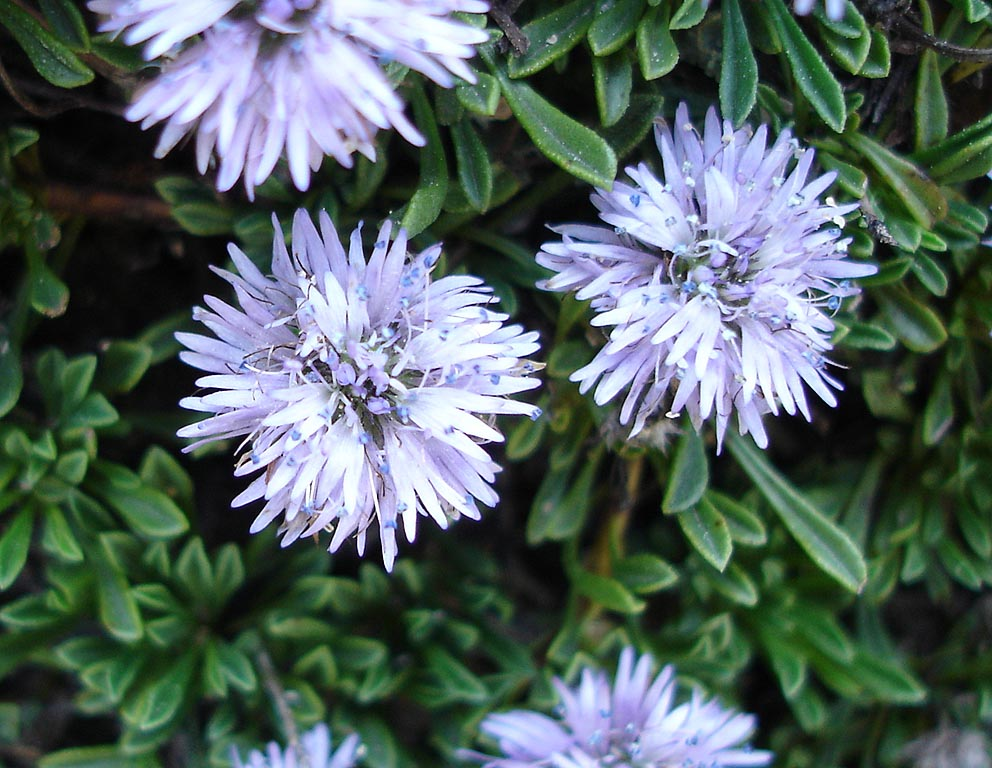
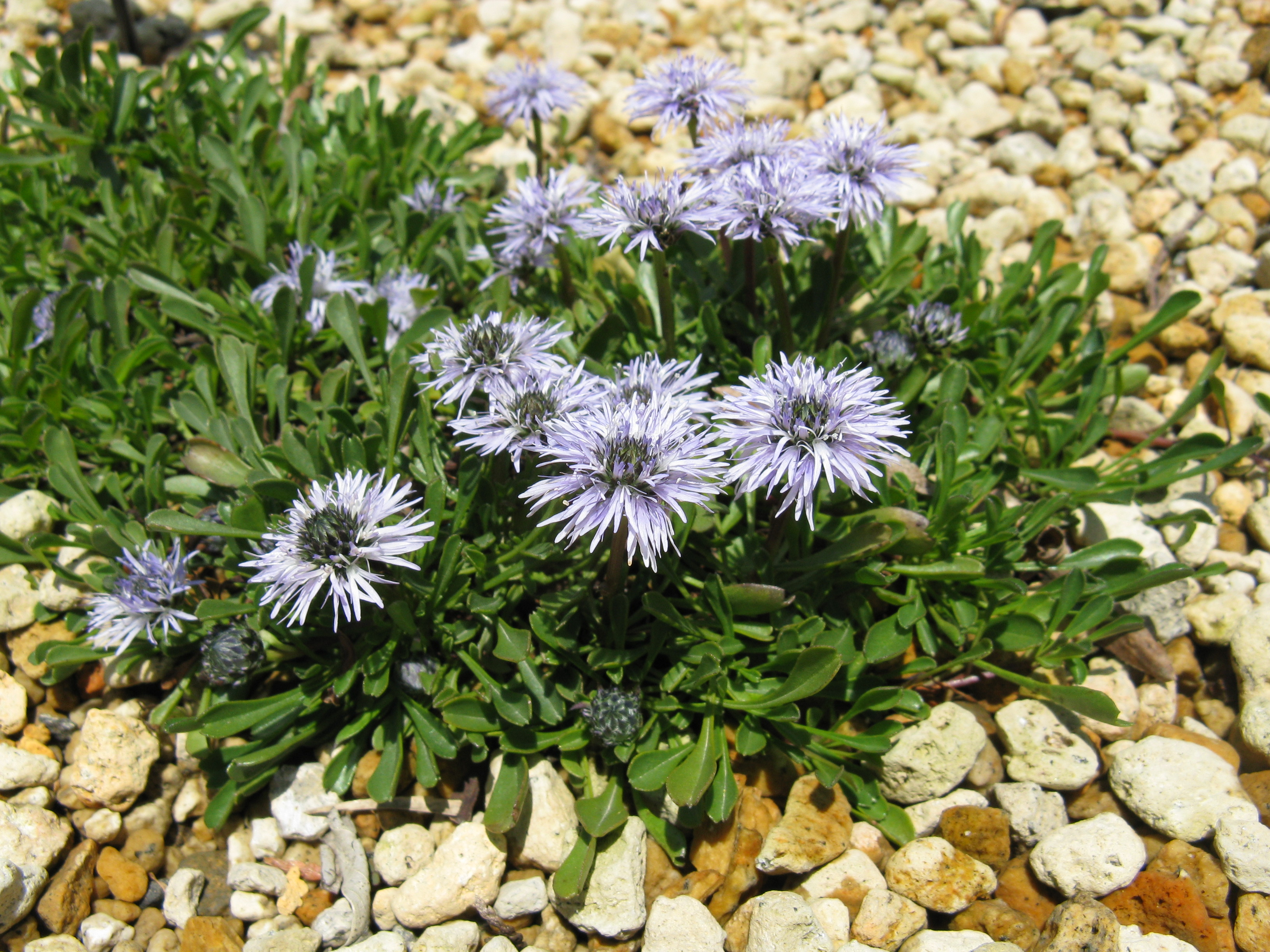
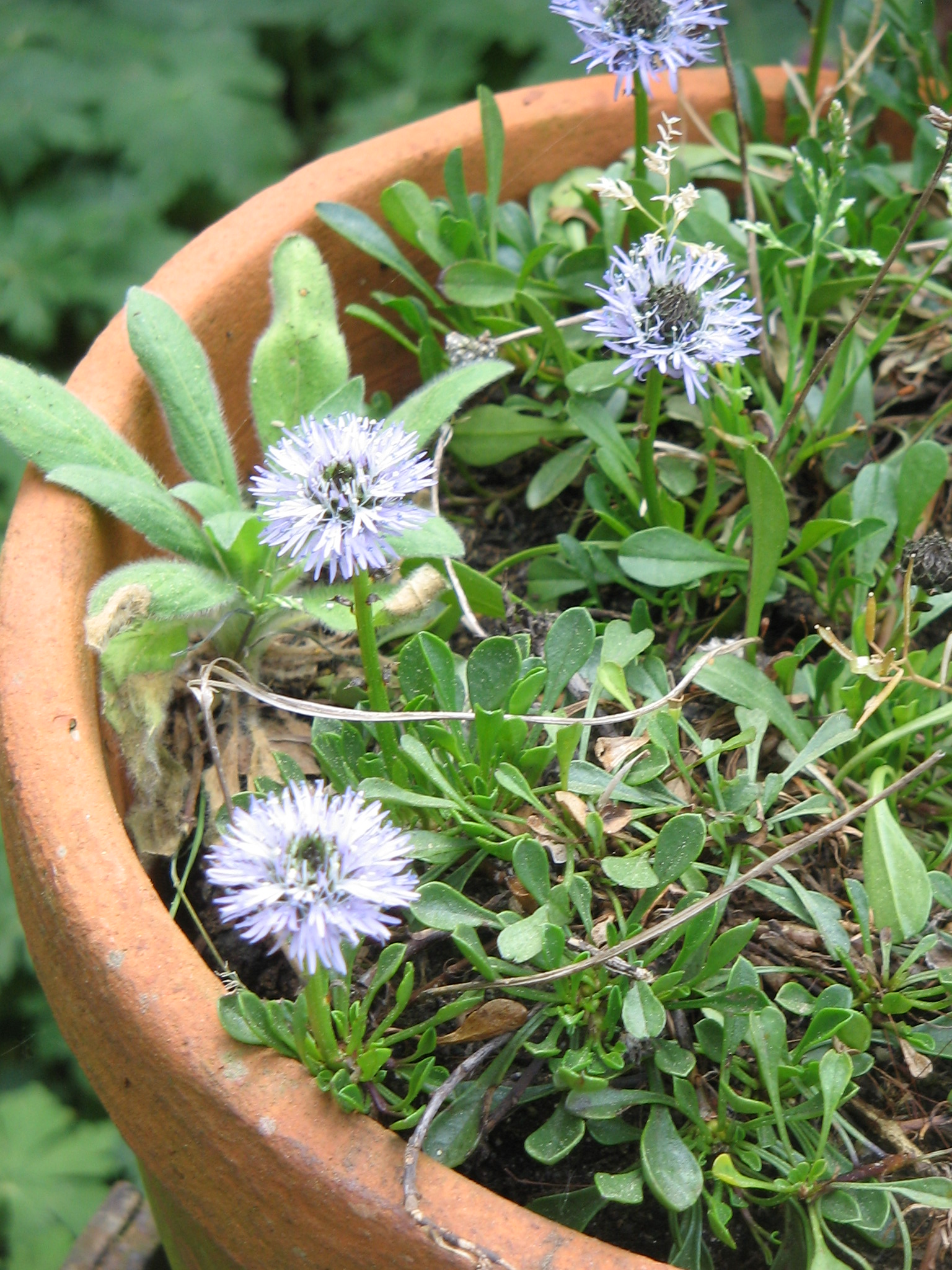
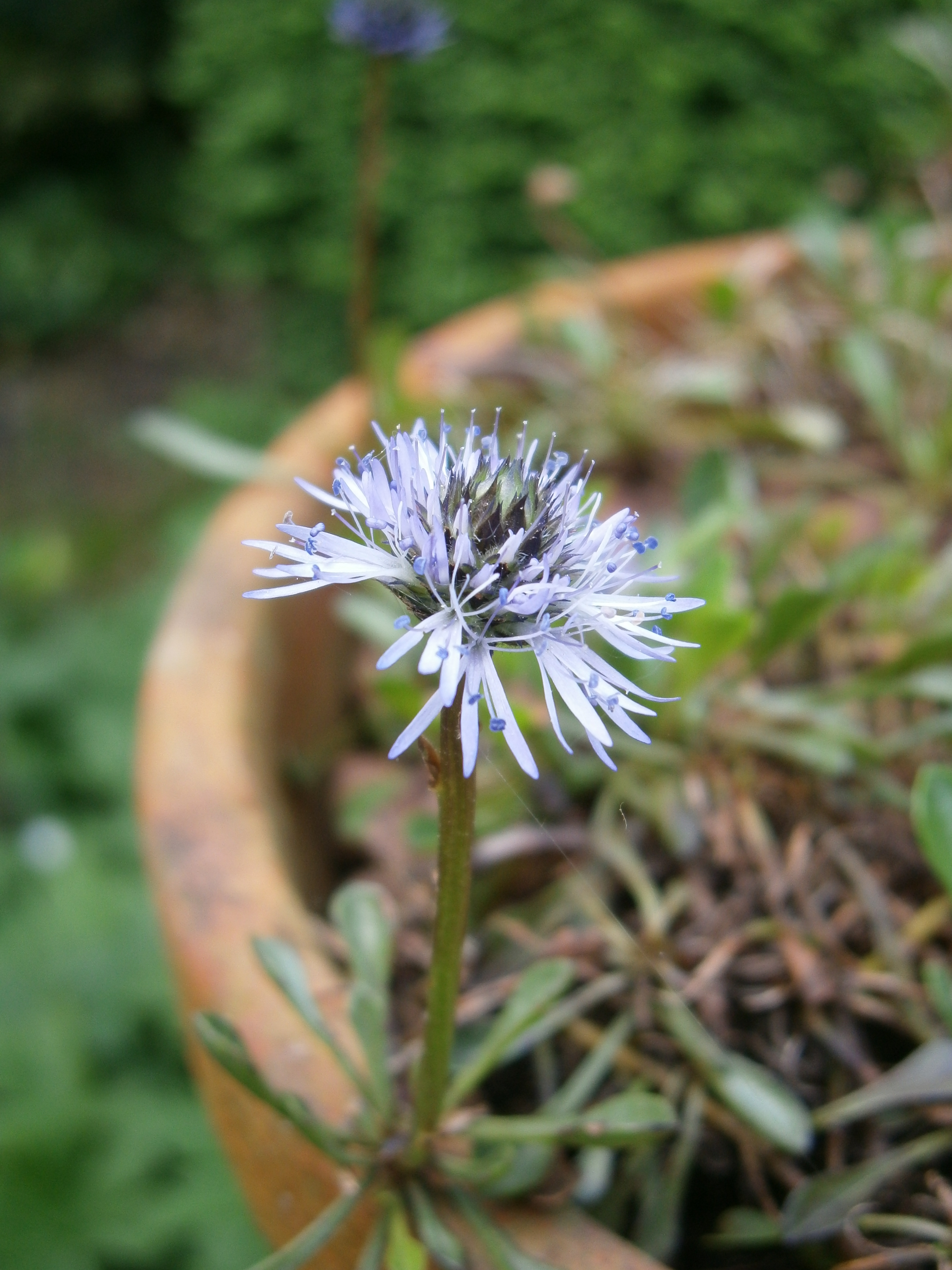